# 2020 w sztukach plastycznych
Wydarzenia w sztukach plastycznych i wizualnych w 2020 roku.

## Wydarzenia
- Z uwagi na restrykcje wprowadzone w celu zwalczania pandemii COVID-19 liczne placówki kultury (w tym galerie sztuki i muzea) na całym świecie zostały czasowo zamknięte[1].

## Nagrody
- Nagroda im. Jana Cybisa – Magdalena Moskwa[2]
- Nagroda Sztuki im. Marii Anto i Elsy von Freytag-Loringhoven – Małgorzata Mirga-Tas, Olga Wolniak, Barbara Kruger, Akademia Sztuki w Szczecinie[3]
- Nagroda im. Katarzyny Kobro – Kōji Kamoji

## Zmarli
- 31 maja – Christo (ur. 1935), amerykański artysta pochodzenia bułgarskiego[4]
- 26 czerwca - Milton Glaser (ur. 1929), amerykański grafik
- 15 sierpnia – Małgorzata Iwanowska-Ludwińska (ur. 1950), polska artystka plastyk, malarka i pisarka; prywatnie żona krytyka sztuki Jerzego Ludwińskiego[5]
- 1 listopada – Zofia Palowa (ur. 1923), polska artystka plastyk, ceramiczka[6]
- 4 listopada - Stanisław Fijałkowski (ur. 1922), polski malarz i grafik
- 17 listopada – Wanda Gosławska (ur. 1922), polska artystka plastyk, ceramiczka, rzeźbiarka[7]